# Marshall Cirque
Der Marshall Cirque ist ein mit Eis angefüllter und 1,5 km breiter Bergkessel auf der Westseite von White Island im antarktischen Ross-Archipel. Er liegt 1,5 km südwestlich des Kienle Cirque.
Das Advisory Committee on Antarctic Names benannte ihn 1999 nach der US-amerikanischen Geophysikerin Dianne L. Marshall von der University of Alaska in Fairbanks. Sie hatte von 1981 bis 1983 in zwei Kampagnen die vulkanische und seismische Aktivität des Mount Erebus auf der benachbarten Ross-Insel untersucht.